# Chandra M. Varma
Chandra M. Varma (* 15. Juni 1942 in Akalgarh, Indien) ist ein indisch-US-amerikanischer theoretischer Festkörperphysiker.
Varma studierte Physik an der Osmania University im indischen Hyderabad mit dem Bachelor-Abschluss 1963 und an der University of Minnesota mit dem Master-Abschluss 1966 und der Promotion 1968. Ab 1968 war er in der Abteilung für theoretische Physik der Bell Laboratories, ab 1970 als fest Angestellter (Mitglied des Technical Staff). 1982 bis 1985 war er dort Leiter der Abteilung für theoretische Physik und ab 1985 Distinguished Member of the Technical Staff.  2003 wurde er Distinguished Professor an der University of California at Riverside.
1971/72 war er Gastprofessor (Visiting Associate Professor) an der Universität Chicago und dem dortigen James Franck Institute und 1977 Gastwissenschaftler am Cavendish Laboratory in Cambridge.
Von ihm stammen bedeutende Beiträge zur Theorie der Hochtemperatursupraleiter (darunter eine hochzitierte Arbeit über den Normalzustand von Kupferoxid-Hochtemperatursupraleitern aus dem Jahr 1989), Verbindungen mit gemischten Valenzen und den Mechanismus der Supraleitung bei Fullerenen.
Varma erhielt den Distinguished Service Award for Sustained Achievement der Bell Laboratories. 2010 wurde er Ehrendoktor der University of Minnesota. 2012 erhielten Varma und James Sauls den John Bardeen Prize für ihre Arbeiten über die Identifikation der Paarungs-Symmetrie, den Paarungs-Mechanismus und verschiedene supraleitende Phasen in Schwere-Fermionen-Supraleitung (Laudatio).
Varma ist Fellow der American Academy of Arts and Sciences, der Third World Academy of Sciences und der American Physical Society.
Er ist US-amerikanischer Staatsbürger.

## Schriften (Auswahl)
- mit Philip Warren Anderson, B. I. Halperin: Anomalous low-temperature thermal properties of glasses and spin glasses, Philosophical Magazine, Band 25, 1972, S. 1–9
- mit B. I. Halperin: Defects and the central peak near structural phase transitions, Phys. Rev. B, Band 14, 1976, S. 4030
- Mixed-valence compounds, Reviews of Modern Physics, Band 48, 1976, S. 219
- mit K. Miyake, S. Schmitt-Rink: Spin-fluctuation-mediated even-parity pairing in heavy-fermion superconductors, Phys. Rev. B, Band 34, 1986, S. 6554
- mit S. Schmitt-Rink, E. Abrahams: Charge transfer excitations and superconductivity in "ionic" metals, Solid State Communications, Band 62, 1987, S. 681–685
- mit S. Schmitt-Rink, A. E. Ruckenstein: Spectral function of holes in a quantum antiferromagnet, Phys. Rev. Lett., Band 60, 1988, S. 2793
- mit B. A. Jones, J. W. Wilkins: Low-temperature properties of the two-impurity Kondo Hamiltonian, Phys. Rev. Lett., Band 61, 1988, S. 125
- mit P. B. Littlewood, S. Schmitt-Rink, E. Abrahams, A. E. Ruckenstein: Phenomenology of the normal state of Cu-O high-temperature superconductors, Phys. Rev. Lett., Band 63, 1989, S. 1996
- mit J. Zaanen, K. Raghavachari: Superconductivity in the fullerenes, Science, Band 254, 1991, S. 989–992
- Non-Fermi-liquid states and pairing instability of a general model of copper oxide metals, Phys. Rev. B, Band 55, 1997, S. 14554
- Pseudogap phase and the quantum-critical point in copper-oxide metals, Phys. Rev. Lett., Band 83, 1999, S. 3538
- Theory of the pseudogap state of the cuprates, Phys. Rev. B, Band 73, 2006, S. 155113